# HAG
Pour les articles homonymes, voir HAG (homonymie).
HAG-Modelleisenbahnen AG est un fabricant suisse de modèles réduits ferroviaires établi à Mörschwil dans le canton de Saint-Gall. En français, HAG-Modelleisenbahnen AG signifie : Hugo & Alwin Gahler modèles réduits de chemins de fer SA.

## Histoire

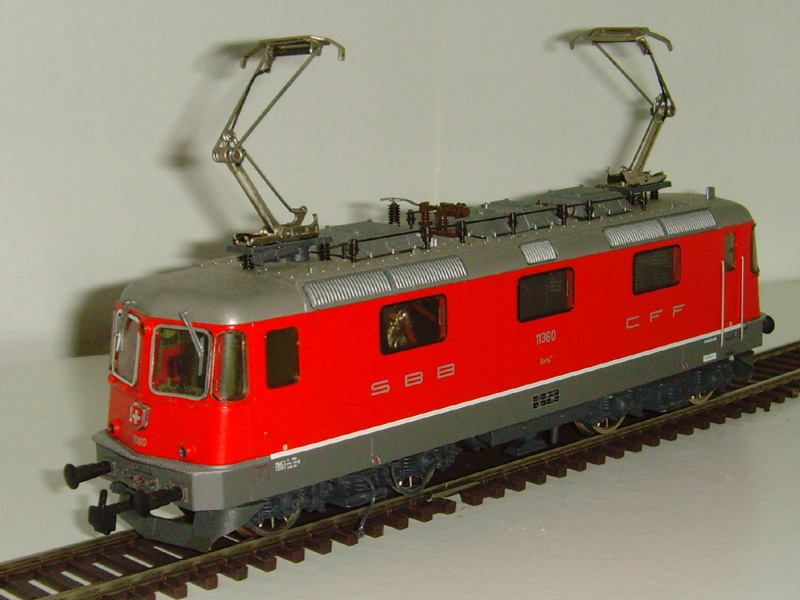
Re 4/4 III des CFF à l'échelle HO

## Catalogue

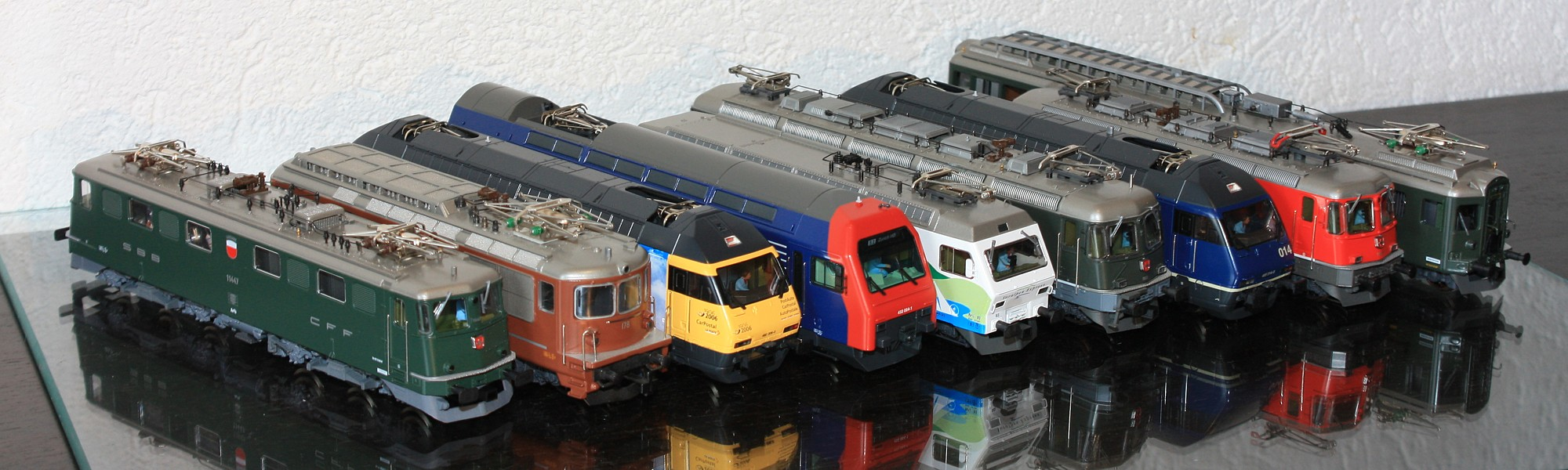
Neuf modèles HO issus du catalogue HAG :
De gauche à droite : Ae 6/6, Re 4/4 BLS, Re 460 « 100 ans car postal », Re 450, Re 456 SOB « Voralpen-Express », Re 6/6, Re 465, Re 4/4 II « Lindau-Lok » et BDe 4/4.
Seule la Re 4/4 BLS n'appartient pas à la nouvelle génération, mais est encore régulièrement renouvelée au catalogue.

Les modèles fabriqués par HAG sont réputés robustes et prisés auprès des collectionneurs. En 2009, une locomotive HAG s'est échangée 3 789 francs suisses sur eBay, ce qui constitue un record pour la marque.
HAG ne propose presque exclusivement que des modèles de chemins de fer suisses à l'échelle HO.